# Ришар де Бир
Ришар де Бир (фр. Richard de Bures) је био седамнаести велики мајстор витезова Темплара, на челу реда био је од 1245. до 1247. Његова улога је била формалана и он је функцију привременог вође реда обављао све до избора новог великог мајстора, односно Гијома де Сонака. Историја нема пуно података везаних за овог витеза, зна се да је пре избора за великог команданта био господар једне области у Сирији.